# Погребване на жив
Погребване на жив е умишлено или не попадане на живо същество (подразбира се човек, но може да бъде и друго, като някакво животно, например - котка) под или зад някакъв материал или градеж, изолиращ го от жизненоважни за него вещества, в резултат на което би могла да настъпи неговата смърт. Страхът от погребване жив се означава като тафофобия и е една от най-честите човешки фобии.
В много случаи това е начин за изпълняване на смъртно наказание или част от военен или репресивен похват, но е възможно и да стане по нещастно стечение на обстоятелства, в резултат от злополука (например при срутване на сгради, затрупване в мини/рудници, падане на лавина), както и да е извършено с ритуална цел (при обичаи от типа на т.нар. вграждане на сянка) или да е елемент от някакво изпитание или игра. Също така има случаи когато са организирани погребения на живи хора, смятани погрешно за мъртви (например в състояние на летаргия, кома).

## Като наказание
Погребването жив е засвидетелствано в древногръцката митология. След провалилия се опит на група гръцки вождове, известни като Седемте срещу Тива, да превземат крепостта на този полис (Тива в Беотия) Антигона, сестра на Полиник - един от тях, убит в битката - предизвиква гнева на тиванския предводител Креон, като се опитва да отдаде на брат си погребални почести, въпреки забраната на царя. За наказание той я осъжда да бъде зазидана жива зад каменна стена. Тя оцелява достатъчно дълго и е дотам в съзнание и свободна в движенията си в нишата си, че да се обеси там от отчаяние. Размислилият Креон, който преди това е планирал да я омъжи за сина си Хемон, заради него решава да я пощади, опитва се да я измъкне, но не успява да я спаси. Сходна практика е добре позната и в Древния Рим. Например, девица-весталка (жрица в храма на богинята Хестия) нарушила своя обет за девственост е погребвана жива с храна и вода за 1 ден. Много раннохристиянски мъченици са били екзекутирани заровени живи. В Запорожката Сеч убиецът е бил погребван жив в ковчега с жертвата си.

## Поради недоразумение
Дори през 20 и 21 век са отбелязани лекарски грешки, при които погрешно е констатирана смърт, а в по-далечното минало поради по-несъвършените методи в това отношение, подобни случаи са били и много по-чести. От предприетите по погрешка погребения на живи хора, най-известния случай в историята датира от 1344 г., когато италианския поет Франческо Петрарка изпада в летаргия, и е сметнат за мъртъв, след което лежи в това състояние 20 часа. Все пак това не е точно случай на истинско погребване жив, тъй като до заравяне не се стига. Според действащия тогава закон, преди да се погребе мъртвия се провежда траур в рамките на поне 1 ден от настъпването на смъртта. Посред опелото поетът се пробужда, шокирайки всички присъстващи.